# لو فيليبو
لو فيليبو (بالإنجليزية: Lou Filippo)‏ (1 ديسمبر 1925 بلوس أنجلوس في الولايات المتحدة - 2 نوفمبر 2009 بداوني في الولايات المتحدة) هو ممثل وملاكم أمريكي.

## روابط خارجية
- لو فيليبو على موقع IMDb (الإنجليزية)
- لو فيليبو على موقع قاعدة بيانات الفيلم (الإنجليزية)